# マイク・オハーン
マイケル・オハーン（英語: Michael O'Hearn、1969年1月26日 - ）は、アメリカ合衆国の俳優、ボディビルダー、パーソナル・トレーナー、モデル。
これまでに400以上の雑誌の表紙に載り、フィットネス・モデル・オブ・ザ・イヤーを7度受賞した。
2008年に復活した『アメリカン・グラディエーターズ』に剣闘士タイタンとしてしているほか、パワー・ボディビルの創設者でもある。